# Championnats du monde de tir à l'arc 1934
Navigation
Édition précédente Édition suivante
Les championnats du monde de tir à l'arc 1934 sont une compétition sportive de tir à l'arc organisés en 1934 à Båstad, en Suède. Il s'agit de la quatrième édition des championnats du monde de tir à l'arc.

## Palmarès
| Épreuves           | Or                                                                       | Argent                                                          | Bronze                                                                       |
| ------------------ | ------------------------------------------------------------------------ | --------------------------------------------------------------- | ---------------------------------------------------------------------------- |
| Individuel Hommes  | Henry Kjelsson (BEL)                                                     | Emil Heilborn (SWE)                                             | Oscar Kessels (BEL)                                                          |
| Par équipes Hommes | Suède Henry Kjellson Emil Heilborn Torsten Fahlman Starnso               | Belgique Oscar Kessels Hubert Van Innis Georges De Rons Liekens | Tchécoslovaquie Alfred Popp Ludvik Gasseldorfer Jan Musilek Jaroslav Lenecek |
| Individuel Femmes  | Janina Kurkowska (POL)                                                   | Anna Moczulska (POL)                                            | Elsa Waldenström (SWE)                                                       |
| Par équipes Femmes | Pologne Janina Kurkowska Anna Moczulska Marja Trajdosowna S. Trajdosowna | Suède Elsa Waldenström Ellen Wrange Ina Catani Stiernsward      | non attribuée                                                                |